# Pedro Mexía
Pour les articles homonymes, voir Mejía.
Ne doit pas être confondu avec Pedro Mejía.
Pedro Mexía (ou Pedro Mejía, en espagnol ancien Pero Mexía, souvent appelé Pierre Messie en français), né à Séville entre le 17 janvier et le 6 septembre 1497 et mort dans cette ville le 17 janvier 1551) est un humaniste, chroniqueur et philosophe de la Renaissance espagnole, écrivain, chroniqueur et historien espagnol.

## Biographie
Pedro Mexía naît vers la fin du XVe siècle à Séville, d’une famille noble. Il annonce dès sa jeunesse beaucoup de goût pour l’étude, et mérite par ses talents l’estime de l’empereur Charles Quint, qui l’honore du titre de son historiographe. Alors qu'il travaille à une vie de ce prince, il meurt, le 17 janvier 1551, dans un âge peu avancé.

## Postérité
Girolamo Ghilini lui a consacré un article très flatteur dans le Teatro d’Uomini letterati.

## Œuvres
- Silva de varia lección, Séville, 1542, in-4°. Cette compilation eut un très-grand succès ; elle a été traduite en italien par Mambrino et augmentée par Sansovino ; en français, par Cl. Gruget, sous le titre de Diverses leçons, et dans la plupart des langues de l’Europe. La traduction de Gruget a été réimprimée un grand nombre de fois avec des corrections et des additions. Les éditions de Tournon, 1604, 1616, in-8°, sont les plus complètes et seules recherchées. Duverdier et Louis Guyon ont publié des compilations du même genre que celle de Mexía, dont ils ont emprunté le titre. Un médecin de Lons-le-Saunier nommé Girardet a pillé l’ouvrage de Mexía sans le nommer.
- Historia imperial y Cesarea desde Julio Cesare hasta Maximiliano, Séville, in-fol. ; en italien, par Ludovico Dolce, Venise, 1561, 1597 et 1644, in-4°. Cet ouvrage et le précédent ont aussi été traduits en allemand.
- Sept Dialogues, Séville, 1547. Ils roulent sur la médecine et les médecins, les disputes des philosophes, les astres et les éléments. Alfonso de Ulloa les a traduits en italien, Venise, 1557, in-4°, et Cl. Gruget en français, à la suite des Diverses leçons. Marie de Coste-Blanche, très versée dans la philosophie et les mathématiques, a traduit Trois Dialogues de Mexía, sur la version italienne, Paris, 1566, in-8°.
- Laus asini, etc. ; on n’a pu découvrir cet ouvrage cité par différents bibliographes. Il avait laissé en une Histoire de Charles Quint, depuis sa naissance jusqu’à son couronnement à Bologne, et une Genealogia de la casa de Mexía, qu’Argote de Molina avait eue entre les mains (Franckenau, Biblioth. hisp., p. 345).

### Formation
- Université de Salamanque
- Université de Séville

## Sources
- « Mexía ou Messie (Pierre) », dans Louis-Gabriel Michaud, Biographie universelle ancienne et moderne : histoire par ordre alphabétique de la vie publique et privée de tous les hommes avec la collaboration de plus de 300 savants et littérateurs français ou étrangers, 2e édition, 1843-1865 [détail de l’édition]